# Estonská hymna
Hymna Estonska je píseň Mu isamaa, mu õnn ja rõõm (česky Má vlast, má radost a štěstí). Slova písně napsal Johann Voldemar Jannsen, známý estonský národní buditel. Hudba je založena na melodii finské hymny, kterou složil německo-finský skladatel Fredrik Pacius v roce 1843.
Premiéru píseň měla během Prvního všeobecného festivalu písní v roce 1869, na který přijelo více než 20 tisíc Estonců. Festival se stal první manifestací estonské jednoty. Hrány byly skladby německé a dvě estonské: „Mu isamaa“ a píseň na slova Lydie Koiduly s hudbou složenou Alexandrem Kunileidem. Obě si získaly velkou oblibu. První z nich byla od roku 1896 estonskou hymnou, druhá „Má vlast, má láska“ národní písní, neoficiální hymnou v době sovětské okupace, kdy byla oficiální estonská hymna zakázána.
Stejnou melodii má i státní hymna sousedního Finska (obě země byly tehdy pod carskou mocí), avšak s jiným textem. Finsko má oficiální hymnu od svého osamostatnění v roce 1917, Estonsko o tři roky později, od roku 1920.
Za sovětské okupace byla zakázána a odvážlivci, kteří ji zpívali, byli deportováni na Sibiř.

## Text a doslovný český překlad
| 1. | Mu isamaa, mu õnn ja rõõm, kui kaunis oled sa! Ei leia mina iial teal see suure, laia ilma peal, mis mul nii armas oleks ka, kui sa, mu isamaa! |  | Má vlasti, mé štěstí a radosti, jak jsi krásná! Nenajdu nikdy tady, na tom velkém, širém světě, co bylo by mi milé tak, jako ty, má vlasti! |
| 2. | Sa oled mind ju sünnitand ja üles kasvatand; sind tänan mina alati ja jään sull' truuiks surmani, mul kõige armsam oled sa, mu kallis isamaa!   |  | Tys mne přece zrodila a vychovala; tobě stále děkuji a zůstanu ti věrný nadosmrti, jsi mi nejmilejší, má drahá vlasti!                      |
| 3. | Su üle Jumal valvaku, mu armas isamaa! Ta olgu sinu kaitseja ja võtku rohkest õnnista, mis iial ette võtad sa, mu kallis isamaa!                |  | Ať Bůh tě opatruje, má drahá vlasti! Nechť je tvým ochráncem a nechť dostane mnoho požehnání, cokoli kdy podnikneš, má drahá vlasti!        |